# Periplaneta svenhedini
Periplaneta svenhedini är en kackerlacksart som beskrevs av Hanitsch 1933. Periplaneta svenhedini ingår i släktet Periplaneta och familjen storkackerlackor. Inga underarter finns listade i Catalogue of Life.